# Chegou o Tempo
Chegou o Tempo é o segundo álbum de estúdio da cantora de música gospel brasileira Michelle Nascimento lançado pela Line Records em setembro de 2007.
Desta vez com uma veia pentecostal mesclada com ritmos latinos, Michelle surpreende com uma proposta diferente, porém já consagrada em sua família.
O álbum foi produzido por Tuca Nascimento e possui composições de Beno e Solange de César, Rozeane Ribeiro, Gerson Rufino, Marcos Nascimento, além de algumas canções compostas pela própria Michelle.
A canção título possui uma versão em Vídeo Clipe e é considerada o destaque da obra. As canções "Poderoso é o Senhor", "Muito Mais de Ti" e a romântica "Tema de Nós Dois" também se destacam na obra.
O trabalho recebeu certificado de disco de ouro pela consideração às vendas expressivas de mais de 60.000 cópias da obra.

## Faixas
1. Sem Limites (Rozeane Ribeiro)
2. Chegou o Tempo (Marcos Nascimento, Flávia Marques e Michelle Nascimento)
3. Poderoso é o Senhor (André Cardoso e Tuca Nascimento)
4. Poder e Grande Glória (Jorge Jones e Marcos Nascimento)
5. Te Escolheu Pra Vencer (Cirlei Crisp)
6. Tema de Nós Dois (Beno César e Solange de César)
7. Te Exaltarei (Moisés Freitas)
8. Muito Mais de Ti (Denner de Souza e Adriano Barreto)
9. Jesus Venceu (Vinícius Marquezani)
10. Não Desista dos Teus Sonhos (Beno César e Solange de César)
11. Clame Por Ele (Rubem Macedo)
12. Dependência Eterna (Jailson Duque)

## Ficha Técnica
- Produção fonográfica: Line Records
- Produção musical e arranjos: Tuca Nascimento
- Gravado e mixado no Estúdio Canto de Vitória - RJ
- Técnico de som: Nilson (Nescau)
- Mixagem: Edinho (supervisionado por Tuca Nascimento)
- Masterização: Toney Fontes
- Baixo: Rogerão e Vinícius Nascimento
- Bateria: Wallace e Cleiton
- Violão: Tuca Nascimento e Genésio
- Piano: Sérgio Assunção e Penedo
- Guitarra: Aroeira, Renan Penedo e Naziel Rocha
- Cordas: Sérgio Assunção, Tuca Nascimento e Tutuca Borba
- Percussão: Ubiratan Silva e Nilson Santana
- Teclados: Renan Penedo
- Sax: Marcos Bonfim
- Flauta: Tutuca Borba
- Trombone: Moisés Nascimento
- Trompete: Josué
- Trompa: Tutuca Borba
- Violino: Tutuca Borba
- Blim: Renan Penedo
- Pad: Renan Penedo
- EFX: Renan Penedo e Sérgio Assunção
- Loop: Sérgio Assunção
- Efeitos: Tuca Nascimento
- Tímpano: Tutuca Borba
- Coro: Jairo Bonfim, Michelle, Marcos, Gisele, Wilian, Tuca e Rômulo Nascimento
- Fotos e direção de arte: Sérgio Menezes
- Projeto gráfico: Digital Design